# Pokolj u Kostrićima 15. studenoga 1991.
Pokolj u Kostrićima 15. studenoga 1991. je bio ratni zločin kojeg su počinile velikosrpske postrojbe za vrijeme Domovinskog rata.
U ovom ratnom zločinu srpske su paravojne postrojbe ("Kaline") ubile svih 16 stanovnika, redom Hrvata iz sela Kostrića kod Hrvatske Kostajnice. Među njima su bila i djeca, jedno od dvije i jedno od četiri godine.
Selo je bilo pod okupacijom pobunjenih Srba kad je taj zločin bio počinjen.
Vlasti pobunjenih Srba su o ovom zločinu bile pokrenule istražni postupak.

## Medijsko pokriće
Petnaest godina poslije, 28. rujna 2006., u emisiji "Istraga" Nov@ TV prikazana je rekonstrukcija ovog pokolja (pokolji na Banovini - Kad komšije svrate).

## Spomen obilježje
Dana 18. svibnja 2011. u Kostrićima je otkriveno spomen obilježje masovne grobnice kojim se odaje počast svim mučki ubijenim mještanima Kostrića. Ovo je spomen obilježje 16. obilježje masovne grobnice u Sisačko-moslavačkoj županiji.

## Pravosudne mjere
Studenoga 1991. hrvatsko je pravosuđe (županijski DORH) temeljem kriminalističke istrage PU Sisačko-moslavačke utvrdilo da su dvojica pripadnika postrojba specijalne namjene milicije pobunjenih Srba, s područja Dvora, bila dijelom postrojbe koja je počinila taj ratni zločin protiv ratnih zarobljenika i civilnog stanovništva. Sukladno tome je podnesena prijava županijskom DORH-u u Sisku.
Ista postrojba pobila zarobljene hrvatske civile i policajce sredinom listopada 1991. godine kod Volinje. Također ih se dovodi u svezu sa smaknućem ruskih novinara kod Hrvatske Kostajnice 1. rujna 1991. godine.

## Vanjske poveznice
- Slobodna Dalmacija  Arhivirana inačica izvorne stranice od 23. svibnja 2011. (Wayback Machine) Još jedna masovna grobnica: četnici pobili sve stanovnike Kostrića, nitko nije kažnjen, 18. svibnja 2011.
- [neaktivna poveznica] Kostrići
- Domovinski rat On Line![neaktivna poveznica] Kostrići, imena žrtava
- Udruga Gavran  Arhivirana inačica izvorne stranice od 4. ožujka 2016. (Wayback Machine) RADIO VATIKAN - O stradanju hrvatskog sela Kostrići - pripremio Željko Tomašević, 13. siječnja 2013.
- Damir Borovčak: Tko je odgovoran za zločine u Kostrićima?  Arhivirana inačica izvorne stranice od 29. studenoga 2014. (Wayback Machine), Udruga Gavran, 19. studenoga 2012.